# Team Jayco–AlUla (mužský tým)
Team Jayco–AlUla (UCI kód: JAY) je australský profesionální cyklistický tým působící na úrovni UCI WorldTeam. Vznikl v roce 2011. Majitelem týmu a hlavním sponzorem je Australan Gerry Ryan.
Devět z 30 jezdců je z Austrálie a stáj má společně s týmem Jayco-AIS dohodu, aby působil jako nevýhradní spolupracovník týmu. Team Jayco–AlUla má také ženský tým a podporuje také jezdce v dráhové cyklistice.
V červnu 2016, před Tour de France 2016 šéfové týmu oznámili, že BikeExchange, australský maloobchodník s jízdními koly, byl vybrán jako hlavní sponzor týmu. Majitel týmu, Gerry Ryan, totiž oznámil, že po sezoně 2017 přestane tým finančně podporovat.
V letech 2017-2018 za stáj jezdil i český cyklista Roman Kreuziger.

## Soupiska týmu
K 1. lednu 2024
- Welay Hagos Berhe (ETH) (* 22. října 2001)
- Lawson Craddock (USA) (* 20. února 1992)
- Alessandro De Marchi (ITA) (* 19. května 1986)
- Davide De Pretto (ITA) (* 19. dubna 2002)
- Eddie Dunbar (IRL) (* 1. září 1996)
- Luke Durbridge (AUS) (* 9. dubna 1991)
- Felix Engelhardt (AUT) (* 19. srpna 2000)
- Caleb Ewan (AUS) (* 11. července 1994)
- Anders Foldager (DEN) (* 27. července 2001)
- Dylan Groenewegen (NED) (* 21. června 1993)
- Lucas Hamilton (AUS) (* 12. února 1996)
- Chris Harper (AUS) (* 23. listopadu 1994)
- Michael Hepburn (AUS)  (* 17. srpna 1991)
- Amund Grøndahl Jansen (NOR) (* 11. února 1994)
- Christopher Juul-Jensen (DEN) (* 6. července 1989)
- Jan Maas (NED) (* 19. února 1996)
- Michael Matthews (AUS) (* 26. září 1990)
- Luka Mezgec (SLO) (* 27. června 1988)
- Kelland O'Brien (AUS) (* 22. května 1998)
- Jesús David Peña (COL) (* 8. května 2000)
- Luke Plapp (AUS) (* 25. prosince 2000)
- Rudy Porter (AUS) (* 15. prosince 2000)
- Blake Quick (AUS) (* 26. února 2000)
- Elmar Reinders (NED) (* 14. března 1992)
- Mauro Schmid (SUI) (* 4. prosince 1999)
- Callum Scotson (AUS) (* 10. srpna 1996)
- Campbell Stewart (NZL) (* 12. května 1998)
- Max Walscheid (GER) (* 13. června 1993)
- Filippo Zana (ITA) (* 18. března 1999)